# The Walking Dead: Daryl Dixon
The Walking Dead: Daryl Dixon es una serie de televisión estadounidense postapocalíptica creada por David Zabel para AMC, basada en el personaje de The Walking Dead del mismo nombre. Es el quinto spin-off y la sexta serie de televisión en general de la franquicia The Walking Dead, compartiendo continuidad con las otras series, y ambientada después del final de la serie de televisión original.
Norman Reedus protagoniza la serie repitiendo su papel de Daryl Dixon de la serie de televisión original, junto con Clémence Poésy y Adam Nagaitis interpretando nuevos personajes. El desarrollo de la serie comenzó en septiembre de 2020. La serie originalmente estaba programada para presentar al personaje de Carol Peletier, pero fue descartada del programa debido a problemas logísticos que involucraron a la actriz Melissa McBride, por lo que el enfoque de la serie cambió a Daryl. El título de la serie se reveló en octubre de 2022, y a partir de noviembre se realizarán castings adicionales. El rodaje comenzó en París, Francia, en octubre de 2022.
La primera temporada de The Walking Dead: Daryl Dixon se estrenó el 10 de septiembre de 2023 y consta de seis episodios. En julio de 2023 la serie fue renovada para una segunda temporada. En octubre del mismo año, se confirmó el regreso de Melissa McBride como Carol Peletier a la segunda temporada, titulada "The Book of Carol".

## Premisa
Algún tiempo después de los acontecimientos de The Walking Dead, Daryl para su sorpresa, ahora se encuentra en Francia y se esfuerza por reconstruir cómo llegó allí y por qué. La serie sigue su viaje a través de una Francia rota pero resistente mientras espera encontrar el camino de regreso a casa. Sin embargo, mientras hace el viaje, las conexiones que forma a lo largo del camino complican su plan final. 

## Reparto y personajes

### Protagonistas
- Norman Reedus como Daryl Dixon: un hábil cazador y ex reclutador de Alexandria que sobrevivió al brote con el grupo de Rick Grimes y luego se convirtió en un soldado de corta duración del Ejército de la Commonwealth. En algún momento después del episodio final de The Walking Dead, Daryl se despierta y se encuentra en Francia e intenta reconstruir lo que sucedió.[2]
- Clémence Poésy como Isabelle Carriere (Temporada 1-2): miembro de un grupo religioso progresista que se une a Daryl en Francia, donde Isabelle tiene un oscuro pasado en París.[3]
- Louis Puech Scigliuzzi como Laurent Carriere: un joven muy inteligente que es visto por un grupo religioso como el futuro Mesías destinado a llevar a la humanidad a una renovación. Más tarde se revela que él es el hijo de Lily y Quinn, así como el sobrino de Isabelle.
- Laika Blanc Francard como Sylvie (Temporada 1-2): una monja amiga de Isabelle. Los flashbacks revelan que Sylvie era estudiante en la abadía cuando comenzó el apocalipsis y fue criada por las monjas después de que sus padres murieran en el brote inicial.
- Anne Charrier como Marion Genet (Temporada 1-2): la líder de Pouvoir des Vivants (El poder de los vivos), un grupo paramilitar de supervivientes en Francia.
- Romain Levi como Stéphane Codron: un miembro de alto rango de Pouvoir que desarrolla un rencor personal contra Daryl.
- Adam Nagaitis como Quinn (Temporada 1): el dueño de un club nocturno clandestino en París llamado Demimonde que se ha convertido en una figura poderosa después del apocalipsis. Él es el padre biológico de Laurent. [3]
- Melissa McBride como Carol Peletier (Temporada 2-; Invitada Temporada 1): una superviviente y exmiembro del grupo de Rick Grimes, quien busca a Daryl luego de perder el contacto con él en Estados Unidos. McBride retoma su papel de The Walking Dead.
- Joel de la Fuente como Losang (Temporada 2; Invitado Temporada 1): el líder estadounidense de la Union de L'Espoir (Unión de la Esperanza), una red de resistencia que trabaja contra Pouvoir desde su asentamiento principal en Mont-Saint-Michel.

### Recurrentes
- Eriq Ebouaney como Fallou Boukar (Temporada 1-2)
- Tristan Zanchi como Emile (Temporada 1-2)
- Lukerya Ilyashenko como Anna Valery (Temporada 1-2)
- Manish Dayal como Ash Patel (Temporada 2)
- Nassima Benchicou como Jacinta (Temporada 2)

## Episodios
Los seis episodios de la primera temporada fueron escritos por David Zabel (episodio 1), Jason Richman y David Zabel (episodio 2), Coline Abert (episodio 3), Shannon Goss (episodio 4), Jason Richman y David Zabel (episodio 5), y Laura Snow y Jason Richman (episodio 6).

### Temporada 1 (2023)
| N.º | Título                      | Dirigido por    | Escrito por                 | Fecha de emisión original | Audiencia (millones) |
| --- | --------------------------- | --------------- | --------------------------- | ------------------------- | -------------------- |
| 1   | «L'âme Perdue»              | Daniel Percival | David Zabel                 | 10 de septiembre de 2023  | 0.631                |
| 2   | «Alouette»                  | Daniel Percival | Jason Richman & David Zabel | 17 de septiembre de 2023  | 0.564                |
| 3   | «Paris Sera Toujours Paris» | Tim Southam     | Coline Abert                | 24 de septiembre de 2023  | 0.649                |
| 4   | «La Dame de Fer»            | Tim Southam     | Shannon Goss                | 1 de octubre de 2023      | 0.719                |
| 5   | «Deux Amours»               | Daniel Percival | Jason Richman & David Zabel | 8 de octubre de 2023      | 0.628                |
| 6   | «Coming Home»               | Daniel Percival | Jason Richman & Laura Snow  | 15 de octubre de 2023     | 0.688                |

## Producción

### Desarrollo
La serie fue anunciada en septiembre de 2020 por Angela Kang y Scott M. Gimple. Reedus y McBride firmaron para repetir sus respectivos papeles de la serie de televisión.En abril de 2022, McBride abandonó la serie por razones logísticas, ya que el programa estaba programado para filmarse a mediados de 2022 en Europa y McBride no pudo estar en el programa con esta configuración. La serie fue reelaborada como un único proyecto centrado en Daryl. Días después, Kang había dejado el rol de showrunner y fue reemplazado por David Zabel. Según los informes, el acuerdo se había sellado en las últimas semanas antes de la salida de McBride del programa.
En octubre, la serie recibió el título de Daryl Dixon. En enero de 2023, se anunció que la serie se titularía The Walking Dead: Daryl Dixon y se estrenaría más tarde en 2023. En julio de 2023, antes del lanzamiento de la primera temporada, la serie se renovó para una segunda temporada. La segunda temporada tiene el subtítulo de The Book of Carol. Se estaba desarrollando una tercera temporada en febrero de 2024.

### Escritura
En septiembre de 2020, Kang fue contratada como productora ejecutiva después de haber dirigido las últimas tres temporadas de The Walking Dead.
En abril de 2022, Kang renunció debido a otros compromisos y Zabel asumió el papel, los guiones ya se estaban escribiendo en ese momento, pero era necesario volver a trabajar después de la partida de McBride. En septiembre, en una entrevista con Entertainment Weekly, Reedus explicó que la serie iría en dirección opuesta a la serie principal, siendo una historia completamente diferente de lo que ya hemos visto con Daryl. Al mes siguiente, Reedus dijo que habría caras conocidas de la serie principal en el spin-off.

### Casting
En noviembre de 2022, se agregaron al elenco principal Clémence Poésy y Adam Nagaitis. En febrero de 2023, Anne Charrier, Eriq Ebanouey, Laika Blanc Francard, Romain Levi y Louis Puech Scigliuzzi fueron anunciados como miembros adicionales del reparto. En junio de 2023, el alumno de The Walking Dead, Jeffrey Dean Morgan, indicó en un tuit que Melissa McBride retomaría su papel de Carol Peletier de alguna manera. En octubre de 2023, en la Comic Con de Nueva York, se confirmó que McBride regresaría para la segunda temporada, además de ser protagonista invitada en el final de la primera temporada.
En noviembre de 2023, se confirmó que Manish Dayal reaparecería en la segunda temporada.

### Rodaje
La fotografía principal comenzó el 24 de octubre de 2022 en París, Francia.El rodaje de la segunda temporada había comenzado en Europa y continuó durante la huelga de SAG-AFTRA de 2023 debido a un acuerdo entre AMC y SAG-AFTRA para continuar el rodaje de la serie. El rodaje de la segunda temporada concluyó el 21 de diciembre de 2023.

## Lanzamiento
La serie está programada para estrenarse en 2023.La segunda temporada, subtitulada The Book of Carol , se estrenará en 2024. La tercera temporada, que se estrenará en 2025, se ha rodado en diversos lugares de Castilla y León, Comunidad de Madrid, Galicia, Aragón, Comunidad Valenciana, Granada y Cataluña.

## Recepción
The Walking Dead: Daryl Dixon ha recibido críticas positivas de los críticos, y varios lo calificaron como el mejor contenido de Walking Dead en años, aunque algunos notaron sus similitudes con la serie de televisión The Last of Us. En Rotten Tomatoes, la primera temporada tiene un índice de aprobación del 71% basado en 38 reseñas con una calificación promedio de 8,2/10. El consenso de los críticos del sitio web es: "Al centrar al personaje favorito de los fanáticos de Norman Reedus en un entorno nuevo, Daryl Dixon puede ser un tiro tambaleante con la ballesta, pero aún así les da a los fieles de The Walking Dead mucho más para masticar". Metacritic, que utiliza un promedio ponderado, asignó una puntuación de 68 sobre 100 basándose en 15 críticas, lo que indica "críticas generalmente favorables".
David Opie de Digital Spy le dio una calificación de 4/5 y lo llamó "El mejor Walking Dead que ha existido en mucho tiempo". Chase Hutchinson de Collider le dio una calificación de "B" y aplaudió la "actuación estoica" de Norman Reedus que tiene una "energía renovada para el personaje y hace que valga la pena ver el spin-off" y que la serie "se centra más en el personaje". y emoción en lugar de espectáculo vacío, dando a la historia una mayor sensación de profundidad". Aaron Pruner de TheWrap le dio una crítica positiva y destacó la "destacada actuación" de Clémence Poésy y concluyó que "es un reloj sorprendentemente hermoso, conmovedor y fascinante". Norman Reedus dijo que estaban haciendo arte con este espectáculo. . ¿Y sabes qué? No estaba mintiendo".